# Иванов, Анатолий Васильевич (хоккеист, 1928)
Анатолий Васильевич Иванов (1928 — неизвестно) — советский хоккеист, нападающий.

## Биография
В первенстве СССР дебютировал в сезоне 1952/53 в составе «Динамо» Таллин — после предварительного этапа вместе с командой оказался в классе «Б», где и провёл два следующих сезона. В сезоне 1956/57 выступал в классе «А» за «Химик» Воскресенск, забросил 11 шайб (в том сезоне за молодёжную и вторую команды «Химика» играл его полный тёзка 1938 года рождения). В классе «Б» играл за «Буревестник» Киров (1957/58) и сборную Эстонской ССР (1959/60 — 1960/61). Выступал за сборную Эстонии на хоккейном турнире I зимней Спартакиады народов СССР 1962.